# Булатович, Владимир
Вла́димир Була́тович (серб. Владимир Булатовић; 25 июля 1981, СФРЮ) — сербский футболист, нападающий клуба «Синджелич» (Белград).

## Биография
Начинал заниматься футболом в клубе «Раднички». После играл за белградский «Железник». В 2005 году перешёл в «Амур» из Благовещенска, который вышел в Первый дивизион. Булатович сыграл 13 матчей и забил 1 гол («Петротресту»), по итогом сезона «Амур» занял 19 место из 22 и вылетел во Второй дивизион. Зимой 2006 года перешёл в киевскую «Оболонь», подписав контракт на полтора года. Вместе с командой дважды стал бронзовым призёром Первой лиги Украины. Весной 2008 года подписал контракт с казахстанской «Астаной». В июне 2009 года побывал на просмотре в азербайджанском «Симурге», но команде не подошёл. В июле 2009 года перешёл в клуб «Слога» из Кралево.

## Достижения
- Бронзовый призёр Первой лиги Украины (2): 2005/06, 2006/07